# Paragomphus viridior
Paragomphus viridior är en trollsländeart som beskrevs av Elliot C.G. Pinhey 1961. Paragomphus viridior ingår i släktet Paragomphus och familjen flodtrollsländor. IUCN kategoriserar arten globalt som livskraftig. Inga underarter finns listade i Catalogue of Life.